# 史济华
史济华（1940年1月—），男，上海人，中国越剧演员，上海越剧院一级演员，擅长小生。他的表演师承徐玉兰、范瑞娟，音域甚宽，可与女演员唱同调，为越剧男女合演的重要代表人物。代表作有《十一郎》《祥林嫂》《桃李梅》等。